# Ruffle (software)
Ruffle je emulátor pro soubory animací Adobe Flash (SWF). Po vyřazení a ukončení používání přehrávače Adobe Flash Player v lednu 2021 přijaly některé webové stránky Ruffle, aby uživatelům umožnily nepřetržité prohlížení a interakci se starším obsahem přehrávače. Ruffle je multilicencován pod licencí MIT a licencí Apache 2.0.

## Vlastnosti
Ruffle je napsán v programovacím jazyce Rust a obsahuje desktopový a webový klient. Autoři webových stránek mohou Ruffle načíst pomocí JavaScriptu nebo si uživatelé mohou nainstalovat rozšíření prohlížeče, které funguje na libovolné webové stránce.
Webový klient spoléhá na to, že je Rust zkompilován do WebAssembly, což mu umožňuje běžet v sandboxu. To je významné zlepšení ve srovnání s Flash Playerem, který se proslavil různými bezpečnostními problémy. Samotný jazyk Rust chrání před běžnými problémy s bezpečným přístupem k paměti, které sužovaly Flash Player, jako je použití po uvolnění nebo přetečení vyrovnávací paměti.
Desktopový klient k otevírání SWF souborů používá grafické uživatelské rozhraní. Ke stažení je k dispozici pro Windows, macOS a Linux. Kromě toho existují rozšíření pro Mozilla Firefox a také prohlížeče založené na Chromiu. Správce webových stránek může dokonce nainstalovat Ruffle na své webové stránky pomocí script tagu.
Od dubna 2025 podporuje Ruffle většinu staršího Flash obsahu, který používá ActionScript 1.0 a 2.0, přičemž bylo implementováno 99 % jazyka a 79 % API. Podpora ActionScript 3.0 se od srpna 2022 výrazně zlepšila, bylo implementováno přibližně 90 % jazyka a 77 % rozhraní API. Bleeping Computer v článku uvedl, že všechny Flash hry, které v únoru 2021 vyzkoušeli, „fungovaly bezchybně“.

## Historie

### Pozadí
Společnost Adobe v roce 2017 oznámila, že od 1. ledna 2021 přestane podporovat přehrávač Flash Player a místo toho doporučila používat HTML5. V témže roce začal deník The New York Times pracovat na archivaci starého webového obsahu, aby čtenáři mohli prohlížet webové stránky tak, jak byly původně publikovány, a nyní používá pro starý Flash obsah emulátor Ruffle.
Dne 12. ledna 2021 začala společnost Adobe blokovat používání verzí přehrávače Flash Player novějších než 32.0.0.371 pomocí nouzového vypínače. Různé webové stránky, včetně vládních a vzdělávacích, nebyly na odstávku připraveny a náhle přestaly fungovat.

### Ruffle
Mike Welsh, který do roku 2012 pracoval v Newgrounds, dříve pracoval na open source projektu s názvem Swivel pro archivaci Flash obsahu do videí.
V roce 2016 začal Welsh pracovat na projektu Fluster. Tento projekt, později přejmenovaný na Ruffle, se proměnil v emulátor přehrávače Flash Player s desktopovým a webovým klientem.

## Přijetí
Zakladatel Newgrounds Tom Fulp uvedl, že si v roce 2010 uvědomili, že „konec Flashe přichází“, ale nevěděli kdy. V roce 2019 Newgrounds oznámil, že sponzoruje vývoj Ruffle a bude ho používat pro veškerý Flash obsah, počínaje animacemi a později interaktivními hrami. Ten přechod umožnil Newgrounds poprvé nabídnout některé hry vhodné pro dotyková zařízení. Fulp deníku The Washington Post řekl: "Integrovali jsme Ruffle se stránkou a zatím většina obsahu [na Newgrounds] z doby před rokem 2007 běží přes Ruffle."
V roce 2020 portál Coolmath Games oznámil, že bude používat technologie, jako je Ruffle, aby byl Flash obsah hratelný.
V listopadu 2020 Internet Archive oznámil, že bude používat Ruffle k zachování Flash her a animací. Jason Scott, archivář z Internet Archive, uvedl: "Zkoumal jsem, jak to přidat do systému Internet Archive a trvalo to méně než den a půl, protože to bylo tak dobře vytvořené."
V prosinci 2020 portál Armor Games oznámil, že vybrali Ruffle jako jejich přehrávač Flash obsahu.
Webová stránka Homestar Runner také oznámila implementaci Ruffle pro své kreslené seriály a hry. Ačkoli nejsou některé prvky samotné webové stránky v současné době emulátorem podporovány, většina obsahu stránky se přesunula alespoň do omezeného okna Ruffle. Kromě oficiálních stránek byla tato změna lehce oznámena prostřednictvím twitterového účtu fiktivní postavy Strong Bad.
V srpnu 2023 hra Neopets oznámila, že do hry naimplementovala Ruffle, aby se urychlil proces návratu nefunkčních Flash her a dalšího obsahu na web.